# NGC 7836
NGC 7836 é uma galáxia irregular (I) localizada na direcção da constelação de Andromeda. Possui uma declinação de +33° 04' 17" e uma ascensão recta de 0 horas, 08 minutos e 01,6 segundos.
A galáxia NGC 7836 foi descoberta em 20 de Setembro de 1885 por Lewis A. Swift.